# 우첸위
우첸위(吳千語, 1993년 ~ )는 홍콩의 영화 배우 겸 모델이다. 태생은 중국 저장성.

## 출연 작품
- 2017년 《진혼법사》
- 2018년 《고검기담: 소명신검의 부활》
- 2019년 《도굴꾼 - 옥패의 비밀》